# Staatsgreep in Zimbabwe in 2017

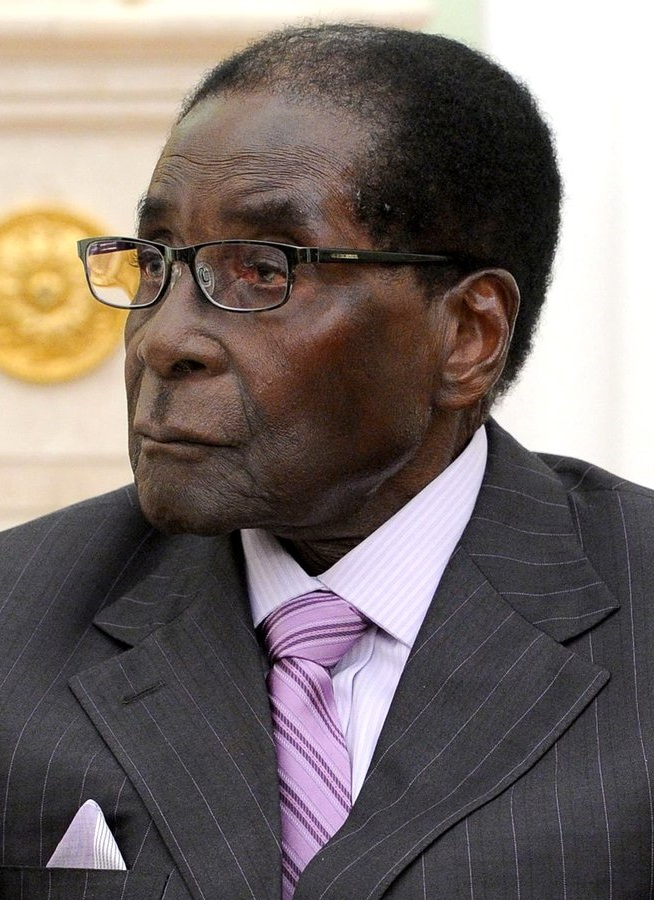
Robert Mugabe in 2015

De staatsgreep in Zimbabwe tegen president Robert Mugabe begon op 14 november 2017. De geweldloze coup vond plaats door onderdelen van het Zimbabwaanse leger. In eerste instantie weigerde Mugabe terug te treden. Pas nadat het parlement een afzettingsprocedure was begonnen trad hij terug. Zijn opvolger was de voormalige vicepresident Emmerson Mnangagwa.

## Achtergrond
Sinds de Zimbabwaanse onafhankelijkheid in 1980 lag de macht bij Robert Mugabe. Door zijn toedoen kwam Zimbabwe in een langdurige economische crisis toen hij aan het begin van de 21e eeuw begon met grootschalige landbouwhervormingen. Daarbij werd de grond van blanke boeren zonder vorm van compensatie in beslag genomen en herverdeeld onder vrienden en partijgenoten van Mugabe. Dit leidde tot forse schade aan de economie en het land kwam in een internationaal isolement terecht. De inflatie steeg tot recordhoogte en de voedselschaarste nam toe. Intussen verlieten de voormalige blanken boeren massaal het land.
Rond 2017 nam de vraag wie de inmiddels 93-jarige Mugabe zou opvolgen een steeds belangrijkere plaats in. Zijn 41 jaar jongere vrouw Grace zag zichzelf als belangrijke kanshebber en probeerde zich in een goede positie te manoeuvreren. In 2014 ontsloeg Mugabe op haar ingeving al vicepresident Joice Mujuru, een belangrijke opponente wat betreft de opvolging. Begin november 2017 onderging haar opvolger Emmerson Mnangagwa hetzelfde lot. Hij week uit naar Zuid-Afrika. Intussen werden aanhangers van Grace Mugabe op strategische posities benoemd, zoals Ignatius Chombo die werd benoemd tot minister van Financiën.

## Staatsgreep

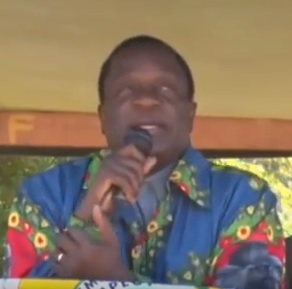
De nieuwe president Emmerson Mnangagwa

Op de avond van 14 november verzamelden verschillende legeronderdelen zich rond de hoofdstad Harare. Diezelfde avond nog werden verschillende belangrijke overheidsgebouwen en het hoofdkantoor van staatsomroep ZBC bezet. President Mugabe zelf kreeg aanvankelijk huisarrest. Verschillende van zijn handlangers werden gearresteerd.
Het lot van Grace Mugabe is vooralsnog onbekend. Er zijn berichten dat haar asiel in buurland Zuid-Afrika zou zijn geweigerd. Mugabe weigerde aanvankelijk af te treden, maar zijn partij Zanu-PFF liet hem vrijwel direct na de staatsgreep vallen. Mugabe trad op 21 november terug nadat het parlement een afzettingsprocedure was begonnen. Bij zijn vertrek zou hij tien miljoen euro hebben meegekregen.
Emmerson Mnangagwa werd op 24 november benoemd tot de nieuwe president. Hij beloofde Zimbabwe om te vormen naar een nieuwe democratie en verkiezingen. Bij deze verkiezingen in juli 2018 kwam Zanu-PFF als grootste partij uit de bus met meer dan twee derde van de stemmen. Mnagagwa won de presidentsverkiezingen die tegelijkertijd werden gehouden. Er waren in de dagen rond de verkiezingen meerdere relletjes, waarbij verschillende doden vielen. De oppositie beschuldigde de regering ervan de uitslag te hebben gemanipuleerd.